# Bringin (Batealit)
Bringin is een bestuurslaag in het regentschap Jepara van de provincie Midden-Java, Indonesië. Bringin telt 5728 inwoners (volkstelling 2010).